# غريغ لوكاس
غريغ لوكاس (بالإنجليزية: Greg Lucas)‏ هو سياسي أمريكي، ولد في 15 يوليو 1960 في الولايات المتحدة. حزبياً، نشط في الحزب الجمهوري. وقد انتخب عضو مجلس نواب بنسيلفانيا.

## وصلات خارجية
- الموقع الرسمي